# Сан Пјетро (Асти)
Сан Пјетро је насеље у Италији у округу Асти, региону Пијемонт.
Према процени из 2011. у насељу је живело 354 становника. Насеље се налази на надморској висини од 224 м.